# Na víně
Na víně je přírodní památka na území obce Újezd pod Troskami v okrese Jičín. Lokalitu spravuje Krajský úřad Královéhradeckého kraje.

## Předmět ochrany
Přírodní památka zaujímá vrchol a část svahů stejnojmenného vrchu s nadmořskou výškou  v rozmezí 315 až 357 metrů. Předmětem ochrany jsou opukové stráně s vegetací širokolistých suchých trávníků s výskytem vzácných a ohrožených druhů rostlin a živočichů, zejména sasanky lesní (Anemone sylvestris).
Kromě sasanky lesní zde byly zaznamenány teplomilné druhy jako je např. čistec přímý (Stachys recta), zvonek klubkatý (Campanula glomerata), pcháč bezlodyžný (Cirsium acaule) nebo rozrazil ožankový (Veronica teucrium). Místy se  se hojně vyskytuje smldník jelení (Peucedanum cervaria), hadí mord španělský (Scorzonera hispanica),  okrotice bílá (Cephalanthera damasonium), hořečka brvitá (Gentianopsis ciliata) a prvosenka jarní (Primula veris).
V důsledku absence hospodaření a přiměřeného managementu na území přírodní památky dochází k degradaci porostů a k zarůstání lokality náletovými křovinami.

## Geologie a geomorfologie
Z geomorfologického hlediska je chráněné území, ležící v povodí Libuňky, součástí geomorfologického celku Jičínská pahorkatina, podcelku Turnovská pahorkatina, okrsku Turnovská stupňovina, podokrsku Klokočsko-rovenské kuesty a její části Volavecká kuesta.
Geologické podloží na tomto území tvoří horniny druhohorního stáří, konkrétně vápnité jílovce, slínovce a opuky teplického souvrství, překryté zejména v západní části chráněné lokality pleistocenními sprašovými hlínami. Půdní pokryv tvoří kambizemě a hnědozemě, které se zde vyznačují vyšším obsahem vápníku a vyšším pH, což má vliv na složení místní květeny.